# Ioan Rusul
Ioan Rusul (în ucraineană Йоан Руський, transliterat: Ioan Ruskîi, în rusă Иоанн Русский, transliterat: Ioann Russkii; n. aprox. 1690, Hetmanatul Căzăcesc (actuala Ucraina) - d. 27 mai/9 iunie 1730, Ürgüp, Imperiul Otoman) este unul dintre cei mai cunoscuți sfinți ai Bisericii Ortodoxe Grecești. Devenind prizonier de război și sclav al unui agă turc, el a devenit faimos și a fost respectat chiar și de către stăpânul său musulman pentru smerenia, statornicia în credință și bunăvoința lui. Moaștele sale sunt nestricate, iar credincioșii creștini le consideră a fi făcătoare de minuni; există tradiția că acest sfânt îi ajută în mod deosebit pe copiii bolnavi și pe cei care suferă de cancer.

## Biografie

### Tinerețea
Sfântul Ioan Rusul s-a născut în jurul anului 1690 în Ucraina. Trecând de vârsta adolescenței, el a fost recrutat în armata țarului Petru cel Mare și a luat parte la Războiul Ruso-Turc (1710–1711). În timpul luptelor de pe malul Mării Azov , el a fost luat prizonier și vândut ca sclav unui ofițer otoman care avea rangul de agă.

### Viața în sclavie
Ioan Rusul a refuzat să adopte religia islamică și a fost umilit și chinuit din acest motiv de către turci, care l-au numit kafir, ceea ce înseamnă „necredincios”. Odată cu trecerea timpului, turcii au încetat să-și mai bată joc de el văzându-i statornicia în credință, smerenia și sârguința, iar sclavul Ioan a început să fie respectat de servitorii casei și chiar de stăpânul său. El a lucrat ca slujitor și a trăit în grajduri. Ceilalți sclavi l-au batjocorit pentru zelul cu care lucra în folosul stăpânului său, dar piosul slujitor nu s-a supărat pe ei, a încercat să-i ajute în treburile pe care le făceau și i-a sprijinit atunci când aveau nevoie. Datorită bunătății sale, sfântul a fost îndrăgit de agă care a dobândit încredere în el și i-a propus să trăiască ca om liber într-o casă separată. El a refuzat și a continuat să locuiască în staul, unde a îngrijit de animale și a dus un trai ascetic.
În timpul zilei Ioan lucra și se ruga, efectuându-și sarcinile cu sârguință, iar atunci când se înnopta el mergea în secret la peștera-biserica a Sf. Gheorghe, unde rostea rugăciunile de la Privegherea de toată noaptea. În fiecare sâmbătă obișnuia să ia Sfânta Împărtășanie.
În curând aga s-a îmbogățit și a devenit unul dintre cei mai influenți oameni din Ürgüp (în greacă Προκόπιο, transliterat: Prokópio). El a considerat că ascensiunea sa se datora omului sfânt, care locuia în casa lui. După ce s-a îmbogățit, aga a decis să facă un pelerinaj la Mecca. În timpul acestei călătorii, soția lui a organizat o cină în cinstea rudelor și prietenilor. Când a fost servit pilaful, mâncarea preferată a stăpânului, ea i-a spus lui Ioan, care slujea la masă: „Cât de bucuros ar fi stăpânul tău, dacă ar putea mânca acest pilaf împreună cu noi”. Ioan i-a cerut platoul cu pilaf, promițând că-l va trimite la Mecca. Toată lumea râdea, crezând că Ioan voia să mănânce pilaful sau să-l dăruiască săracilor.
Când s-a întors din pelerinaj, aga a povestit un miracol care i s-a întâmplat: în timp ce se afla în Mecca, a găsit o farfurie aburindă cu pilaf în camera unde locuia, deși ușa camerei era încuiată. Pe farfurie era gravat numele lui - la fel ca pe fiecare farfurie din casa lui.

### Cinstirea lui Ioan Rusul
Vestea acestui miracol s-a răspândit rapid și toată lumea, inclusiv musulmanii, au început să-l considere pe Ioan un „wali”, adică un om sfânt. Cu toate acestea, el nu și-a schimbat modul de viață și și-a petrecut timpul muncind din greu și rugându-se. La un moment dat s-a îmbolnăvit grav și, nemaiputând să stea în picioare, a cerut să-i fie adus un preot care să-l împărtășească. Preotului i-a fost frică să intre într-o casă musulmană și a ascuns Sfânta Împărtășanie în interiorul unui măr. Ioan Rusul a murit pe 27 mai/9 iunie 1730, la puțin timp după ce a primit Sfânta Împărtășanie, iar la înmormântarea lui au venit nu numai creștinii, ci și mulți musulmani.
La trei ani după moarte, în noiembrie 1733, în urma unui vis pe care l-a avut, preotul care-i trimisese împărtășania a dezgropat trupul lui Ioan Rusul și, găsindu-l neputrezit, l-a așezat într-o raclă specială aflată în biserică. Vestea acestei descoperiri s-a răspândit în Capadocia, iar creștinii din acea provincie au început să vină și să se roage, unii mărturisind că au fost vindecați de boli în urma rugăciunilor.
Moaștele Sf. Ioan Rusul au fost aruncate în foc de turci în anul 1832, în urma unui raid otoman în oraș, dar au rămas întregi și au fost doar înnegrite de fum. Conform legendei, turcii au văzut moaștele mișcându-se în mijlocul flăcărilor și s-au speriat, abandonând odoarele bisericești pe care voiseră să le fure. Creștinii greci din Prokópio (Ürgüp) au construit în 1845 o biserică având hramul „Sfântul Vasile cel Mare”, în care au fost mutate moaștele Sfântului Ioan Rusul. O hagiografie a sfântului a fost tipărită în anul 1849 la Atena, pe cheltuiala marinarilor originari din Prokópio. Mâna dreaptă a Sfântului Ioan Rusul a fost trimisă în 1880 la Mănăstirea „Sf Pantelimon” de pe Muntele Athos, la cererea insistentă a monahilor ruși, care, în semn de mulțumire, au construit o biserică închinată Sfântului Ioan Rusul în anii 1886-1892 la Prokópio. Moaștele sfântului au fost mutate acolo în anul 1898.
Ca urmare a schimbului de populație dintre Grecia și Turcia din 1924, creștinii capadocieni greci din Prokópio (Ürgüp) au părăsit Turcia și au emigrat în Grecia, luând cu ei odoarele bisericești și moaștele Sfântului Ioan Rusul. Ei s-au stabilit pe insula Evia, unde au întemeiat localitatea Prokopi și unde au zidit o nouă biserică, sfințită în 1951. Moaștele Sfântului Ioan Rusul au fost depuse în această biserică.

## Locuri de pelerinaj în memoria Sfântului Ioan Rusul
Moaștele Sfântului Ioan Rusul se află în prezent în Biserica Sfântul Ioan Rusul din satul Prokopi de pe insula Evia a Greciei. Mâna dreaptă a sfântului se află din 1880 în Mănăstirea rusă „Sf Pantelimon” de pe Muntele Athos. Cu binecuvântarea patriarhului Alexei al II-lea al Moscovei a fost construită în districtul Kunțevo din Moscova în anii 2003-2004 o mică biserică de lemn cu hramul Sf. Ioan Rusul; o biserică mai mare, din zidărie, a fost construită ulterior în apropiere și a fost sfințită în anul 2016. Partea inferioară a capelei Maicii Domnului „a Semnului” din Novosibirsk este dedicată, de asemenea, Sfântului Ioan Rusul. Există, de asemenea, o mică capelă privată din lemn (tsasouna) a Sfântului Ioan Rusul în localitatea Viljakkala (comuna Ylojarvi) din Finlanda.
Sfântul Ioan Rusul a început să fie cinstit în România după Revoluția din decembrie 1989, când creștinii ortodocși români au putut face pelerinaje în insula Evia și au fost tipărite cărți și broșuri care prezentau viața și minunile sfântului. Mai multe biserici noi sau mai vechi din România au primit hramul Sf. Ioan Rusul, mai ales cele aflate în incinta spitalelor ca urmare a reputației acestui sfânt de tămăduitor al bolnavilor. Părticele din moaștele Sfântului Ioan Rusul sunt păstrate în bisericile mănăstirii Comana (jud. Giurgiu), mănăstirii din comuna Slobozia (jud. Giurgiu), mănăstirii Adămești (jud. Teleorman), mănăstirii Florești (jud. Cluj) și mănăstirii Sihăstria (jud. Neamț), precum și în paraclisele Maternității Polizu din București, Spitalului de Pneumoftiziologie din Sibiu și Spitalului Județean din Suceava.

## Legături externe
- Life and miracles of St. John the Russian
- Interior of the church of St. John the Russian in Neo Prokopion
- Icon of St. John the Russian
- ru  Official website of the Church of St. John the Russian in Moscow
- Website of the small private chapel of St. John the Russian in Finland
- The Saint of Kayakapi - St. John the Russian Arhivat în 28 iunie 2014, la Wayback Machine.